# إينيكو بوفيدا
إينيكو بوفيدا ألتيوب (بالإسبانية: Eneko Bóveda Altube)‏ (مواليد 14 ديسمبر 1988) هو لاعب كرة قدم إسباني يلعب في مركزي الظهير الأيمن وقلب الدفاع، ويلعب حاليًا لنادي أتلتيك بيلباو الإسباني.

## بطولات وإنجازات اللاعب

### إيبار
- دوري الدرجة الثانية الإسباني: 2013–2014

### أتلتيك بيلباو
- كأس السوبر الإسباني: 2015

## روابط خارجية
- إينيكو بوفيدا على موقع قاعدة بيانات كرة القدم.إي يو (الإنجليزية)
- إينيكو بوفيدا على موقع Soccerway.com (الإنجليزية)
- إينيكو بوفيدا على موقع عالم كرة القدم.نت (الإنجليزية)
- إينيكو بوفيدا على موقع AS.com (الإسبانية)